# ホワイト・フライト
ホワイト・フライト（white flight、白人離れ）またはホワイト・エクソダス（white exodus）とは、 人種または民族文化が多様化しつつある地域からの白人の突然の、または長期的な大規模移住のこと。1950年代から1960年代の間にこの語はアメリカ合衆国で一般的となった。これは人種が混合した都市的地域から、より人種（白人）が均質な郊外または準郊外への、あらゆる白人の大規模な退去を意味した。近年では、白人の旧来の郊外から農村部への移住、および米国東部と中西部から南部の温暖な地域への移住にも用いられる。「ホワイト・フライト」は、現地人による暴力犯罪と反植民地政策から逃れるため、アフリカまたはその大陸の一部からの白人の大規模な植民地後の移住（帰国）にも使用されてきた  。

## 概要
ホワイト・フライトが起こる主要な要因として、低治安、人種差別、レッドライニング、ブロック破壊商法（blockbusting）、制限契約（Real Covenant）などが挙げられる。このような要因により、人種的/経済的に形成されるインナーシティ地区の居住者たちは、銀行業や保険業のようなサービスを拒否される、またその費用が上昇することになる。また同時に、黒人たちは、低金利の住宅ローンを利用できずに、郊外地区に発展してきている新たな住宅地から締め出されることになる。アメリカの大都心の中には、1990年代頃からホワイト・フライトと逆の潮流、すなわちジェントリフィケーション（gentrification＝都市の高級住宅地化）と呼ばれる現象が見られるようになってきている。ホワイト・フライトは、人種差別、経済的偏見、住宅ローンの拒否、都心部の高家賃、人種的な多様な地域の犯罪率の上昇と関連する現象である。

## 歴史
1870年、The Nationは白人アメリカ人の大規模な移住を「ルイジアナ州の移民委員会の過去1年間の報告では、南大西洋の州、アラバマ州、ミシシッピ州からミシシッピ州を越えた地域への白人の流出が数千人と推定されている。」と報じた 。1888年までに、当時の典型的なレトリックで、ウォルタートーマスミルズの政治家の出版物は次のように予測した
南部の州における社会的および政治的平等と黒人の政治的優位性は、コロンビア特別区のように、白人の脱出、人種抗争、または代表的な制度の破壊の3つのうちの1つにつながるはずだ。 
ウィリアム・ロイドガリソンの1894年の伝記には、南北戦争前の緊張に対する奴隷制度廃止論者の認識と、ジョージアなどの南部の州への北部人の「差し迫った市民の混乱の影がホワイト・フライトをもたらした」と明らかにした。
第一次世界大戦に至るまでの数年間、南アフリカ連邦の新聞は、アフリカーナーが英国とオーストラリア向けの船を求めてダーバン港に旅行したことを「ホワイト・フライトの展望」として報道した。

## 研究
1958年、政治学者のモートングロジンズは「非白人の割合が異人種間の生活に対する近隣の許容範囲の限界を超えると、白人は引っ越す」という研究結果を示した。 グロジンズは、この現象をホワイト・フライトの研究における転換点と呼んだ。
2004年、英国国勢調査の調査によりロンドンでのホワイト・フライトの証拠が示された。調査の結果、都心部の少数民族が白人イギリス人からますます孤立するようになった。 1991年から2001年にかけてロンドン、ウェストミッドランズ、ウェストヨークシャー、マンチェスターの白人人口を調査したこの調査では、少数民族の人口が最も多い地域で白人人口の減少が最も大きかったと結論付けられた。
2018年、インディアナ大学の調査によると、米国では2000年から2010年の間に、27,891の国勢調査地区のサンプルサイズのうち3,252人が「ホワイト・フライト」を経験した。 対象地域では「平均的に白人人口の40パーセントの規模の損失」があった。社会科学研究で発表されたこの研究は、「貧しい地域と比較すると、黒人、ヒスパニック、およびアジア人の人口の存在のより高い中流階級の地域でホワイト・フライトが体系的に起こりやすくなる」ということを発見した。

### チェス盤と転換点
1980年代と1990年代の研究では、黒人は50/50の民族構成の近所に住むことをいとわないと述べた。白人も人種が混合した住宅地に住むことをいとわなかったが、より白人の多い地域を好んだとされる。人種が統合された住宅地域に住むこの意欲にもかかわらず、大多数の白人は依然として形成され続けている大部分が分離された近隣に住んでいる。
1969年、ノーベル経済学賞を受賞した経済学者のトーマス・シェリングは、「人種隔離のモデル（ "Models of Segregation"）」という論文を発表した。この論文では、「チェス盤モデル（"checkerboard model"）」と数学的分析を通じて、すべてのエージェントが人種混合地域に住むことを希望している場合でも、個人の意思決定が積み重なるにつれて、地域がほぼ完全に隔離されることを示した。彼の「転倒モデル（"tipping model"）」 では、他民族の割合が比較的低いうちは、ある民族グループのメンバーはその地域から移動しないが、他民族の割合が臨界レベルを超えると、もともとの住民は迅速な決断を下し、その地域から離れる行動に出る可能性があることを示した。この転換点は、同一性に対する感度が最も高い多数民族のメンバーのしきい値を超えたときに発生するドミノ効果の最終結果と見なされる。このような人々が去り、他の民族に取って代わられなかったり、置き換えられなかったりすると、今度は隣人との混合のレベルが上がり、追加的な人々に対する出発のしきい値を超えることになる

## アフリカ

### 南アフリカ
『ニューズウィーク』誌の2009年の報告によると、アパルトヘイト後の南アフリカでは、それまでの総人口520万人の白人のうち約80万人が1995年以降に国外に流出した（白人、黒人、インド人、その他の人種の人種分離システムであるアパルトヘイトは1994年に終了）。この国は、移民の主な理由である暴力犯罪の発生率が高くなっている。その他の原因には、白人農民に対する攻撃、アファーマティブアクションプログラムによって排除されることへの懸念、電力供給の計画停電、新しい指導者の間の汚職と独裁的な政治的傾向への懸念が含まれる。退職者の多くは高度な教育を受けているため、政府、教育、その他の専門分野の熟練した人材が不足している。一部のオブザーバーは、南アフリカの労働政策が熟練した移民を引き付けることを困難にしているため、長期的な影響を懸念する向きもある。南アフリカでの白人の移住は、ヨーロッパの祖先を持つ人々のためにヨーロッパ諸国への移民ルートを作成することによって促進されてきた。世界経済では、一部の専門家や熟練した人々が米国やヨーロッパの国々で働くことに魅力を感じている。

### ジンバブエ (旧ローデシア)
1980年まで、かつての自治領であったローデシアの英国領は、サハラ砂漠以南のアフリカにおいて、ヨーロッパ系の少数民族である白人が、大多数を占めるアフリカ系黒人を政治的、経済的、社会的に支配している2つの国のうちの1つであるというイメージを、世間に広く知られていた。ジンバブエではヨーロッパの子孫と文化の白人少数派が、圧倒的に大多数の黒人を政治的、経済的、社会的に支配していた。 それにもかかわらず、南アフリカの白人とは異なり、ローデシア白人のかなりの割合はヨーロッパから最近移住してきた人々であった。第二次世界大戦後、この地域（旧南ローデシア）には、インド、パキスタン、アフリカの他の地域の旧住民を含むヨーロッパ人が大量に移住してきた。また、経済的機会に対応する労働者階級の移民もあった。1969年にはローデシアの白人社会の41％、9万3,600人だけが生まれながらの市民であった。残りはヨーロッパと南アフリカに帰化した市民か国外居住者であり、その多くが二重国籍を持っていた。
こうした長期にわたる戦地勤務は、軍人の年齢の男性の移住の増加につながった。1963年11月、国営メディアは移住の主な理由として、将来への不安、禁輸措置と戦争による経済衰退、国家公務の重責を挙げている。現場でのこれらの長期間の奉仕は、軍の年齢の男性の移住の増加につながった。1963年11月、国営メディアは移民の主な理由として、将来の不安、禁輸措置と戦争による経済の衰退、国家公務の重責を挙げ、「人々が国外に出る最大の要因」と表現した。
1976年には約半数が15歳から39歳の年齢層になった。1960年から1976年の間に160,182人の白人が移民し、157,724人が出国した。このダイナミックな離職率は、不動産市場の低迷、建設業界の低迷、小売売上高の減少につながった。ローデシア白人の数は1975年の27万8,000人をピークに、ブッシュ戦争の激化とともに急速に減少した。1976年には約1万4,000人の白人が出国し、1965年のローデシアの一方的独立宣言以来、出国者数が入国者数を上回った初めての年となった白いローデシア人の数は1975年に278,000人でピークに達し、ブッシュ戦争が激化するにつれて急速に減少しました。 1976年に約14,000人の白人が国を去り、1965年のローデシアの一方的独立宣言以来、出国者数が入国者数を上回った初めての年となったなり、ほとんどが南アフリカに向かった。これは「チキンラン」として知られるようになり、この言葉が最も早く使われたのは翌年の記録である。多くの場合、ローデシア人は去った人々を軽蔑的に描写し続けた。 「ギャップをとる」や「ギャップを作る」などの他のフレーズも使用された。外向きの流れが増えるにつれ、国を離れることが賢明な選択であると多くの人が考えたため、「フクロウの走り」というフレーズも使われるようになった。1979年の異人種間のジンバブエ・ローデシア政権への不満もまた、大規模な脱出の一因となった 。

## ヨーロッパ

### デンマーク
コペンハーゲンでの学校選択に関する調査では、地元の学校における移民の割合が35％以下であれば、保護者の学校選択には影響しないことがわかった。移民の子供たちの割合がこのレベルを越えた場合、白人デンマーク人は他の学校を選ぶ可能性がはるかに高い。自宅でデンマーク語を話す移民もオプトアウトする。他の移民、多くの場合、最近の移民は地元の学校に留まる。

### アイルランド
2007年の政府報告によると、ダブリンへの移民により、調査対象地域の小学校から「劇的な」ホワイト・フライトが発生した（ダブリン15区）。住民の27％は外国生まれの移民だった。 報告書は、ダブリンがフランスのそのような地域と同様に、移民が支配するバンリュー（都市郊外）を生み出す危険性があると述べている。この地域の移民には、東ヨーロッパ人（ポーランドからの移民など）、アジア人、アフリカ人（主にナイジェリアからの移民）が含まれていた。

### ノルウェー
ノルウェーでのホワイト・フライトは1970年代以降増加しており、北欧以外の国々からの移民が増加している（多い順に）：ポーランド、パキスタン、イラク、ソマリア、ベトナム、イラン、トルコ、ボスニア、ヘルツェゴビナ、ロシア、スリランカ スリランカ、フィリピン、旧ユーゴスラビア、タイ、アフガニスタン、リトアニア。 2009年6月までに、オスロの学校の40％以上が移民の過半数を占め、97％が移民の学校もあった。オスロの学校は、民族によって分けられることが多くなっている。
たとえば、現在人口が約165,000人の4つの区であるグロールッダレン（Groruddalen：Grorud渓谷）では、2008年にノルウェー民族の人口が1,500人減少した一方で、移民の人口が1,600人増加した。13年間で、合計18,000人のノルウェー人が自治区から移住した 。
2010年1月、ノルウェー公共放送『Dagsrevyen』のニュース記事は、「オスロは人種的に分断された都市になった。市内のいくつかの地区では、すでに幼稚園から人種分離が始まっている。レポーターは『ここ数年で、茶色の学校は茶色くなり、白人の学校は白くなった』と発言し、小さな論争を引き起こした。

### スウェーデン
第二次世界大戦後、スウェーデンへの移民は3つの段階に分かれた。第1段階は戦争の直接的な結果で、スカンジナビアや北欧の強制収容所や周辺諸国からの難民であった。第2段階は1970年以前で、主にフィンランド、イタリア、ギリシャ、ユーゴスラビアからの移民労働者であった。最も新しい段階では、1970年代以降、中東、アフリカ、ラテンアメリカから難民が移住し、後に彼らの親族が加わった。
流入人口集団の分離と集住のパターンをマッピングした研究では、多数派グループが少数派の流入を受け入れることに消極的である場合、彼らは地区を離れるか、地区を回避するか、または戦術を使用して少数派を締め出す可能性があることがわかった。少数派グループはそれに反発し、分散したり、特定の地区を避けて集まったりする。1990年代以降のデータを詳細に分析すると、ストックホルムのハスビーやマルメのローゼンガードなどの特定の都市地区への移民の集中は、一部は移民の流入によるところもあるが、主にホワイト・フライトが原因であることが示されている。
リンネ大学の研究者エマ・ノイマン（Emma Neuman）によると、ホワイト・フライトは非ヨーロッパ移民の割合が3〜4％に達したときに始まるが、ヨーロッパ移民はそのような効果は見られない。 高所得者と高学歴者が最初に退去するため、民族の分離は階級の分離にもつながる。
エレブルー大学で行われた研究では、幼い子供を持つ母親を対象に、スウェーデン人、多文化主義、分離独立に関する意識を調査するためのインタビューが行われた。その結果、多くの母親が、民族の多様性は豊かな要素であるといった価値観を示す一方で、実際に学校を選んだり、引っ越し先の地区を選んだりする際には、子どもたちがスウェーデン人が大多数を占める学校に通えるようにすることも考慮しなければならないと結論づけた。それは、自分たちがマイノリティである学校で子どもたちが成長することを望まず、スウェーデン語を学ぶのに良い環境にいることを望んでいたからである。

### イギリス
何世紀もの間、ロンドンはヨーロッパ大陸からの難民や移民の目的地だった。移民はすべてヨーロッパ人であったが、古い住民が退去し、新しい移民が移り住むという、ホワイト・フライトの初期のケースに見られるように、近隣地域は時間の経過とともに民族の継承を示した（ただし、ロンドンの人口の大半は依然としてイギリス民族であった）。
2001年の国勢調査では、ニューハムとブレントのロンドン特別区が、白人以外の多数派を持つ最初の地域であることが判明した。2011年の国勢調査では、ロンドンの人口の50％未満が白人であり、ロンドンには白人のイギリス人が人口の20％を下回る地域もあることが初めて判った。2005年の報告によると、英国内の白人の移動は主に少数民族の多い地域から白人の多い地域への移動であり、多くの移民が首都に定住したため、白人のイギリス人家族はロンドンから引っ越した。
報告書の執筆者たちは、英国の社会的結束について懸念を表明し、さまざまな民族グループが「平行線」の生活を送っていると述べた。彼らは、グループ間の接触が不足すると、過激派に利用されやすい恐怖が生じる可能性があると懸念している。ある研究でロンドンスクールオブエコノミクスは同様の結果を発見した。
研究者のルディ・シンプソンは、イギリスにおける少数民族の増加は、移民よりもむしろ自然な人口増加（出生数が死亡数を上回る）によるところが大きいと述べている。経済的に余裕のあるイギリス人は、白人も非白人も同じように都市部の混血地域を離れる可能性が高い。彼の意見では、こうした傾向は、白人の逃亡というよりも、むしろ都市化の逆流を示している。

## 北米

### カナダ

#### トロント
2013年、トロント・スター紙はブランプトン（グレーター・トロント・エリアの郊外都市）の「アイデンティティの危機」を検証し、白人カナダ人について「市の人口が60％増加した10年間に、12％にあたる23,000人以上が減少した」と言及した。同紙は、マニトバ大学の社会学者ジェイソン・エドガートン（Jason Edgerton）の分析として、「退職、出生率の低さなどをコントロールした後、その他の（人口減少の）一部は、少数派であることを快く思わない旧主流派コミュニティによるホワイト・フライトである可能性がある」と報じている
同紙は、マニトバ大学の社会学者ジェイソン・エドガートン（Jason Edgerton）の分析として、「退職、出生率の低さなどをコントロールした後、その他の（人口減少の）一部は、少数派であることを快く思わない旧主流派コミュニティによるホワイト・フライトである可能性がある」と報じている。
2016年の『グローブ・アンド・メール（TheGlobe and Mail）』紙の記事では、ブランプトンの多様性を取り上げ、カナダの学者がホワイト・フライトという言葉を使いたがらないことがあることを認めた上で、次のように報じている： 
[...]  ブランプトンの話は、われわれに独自のホワイト・フライトがあることを明らかにしており、グレーター・トロントのような超多様で、ますます二極化する都市を管理する方法を考える前に、人種や民族の多様性に関するわれわれ自身の態度を振り返る必要がある。
2018年、『ガーディアン』紙は、ブランプトンで起きたホワイト・フライトを取り上げ、「73％が目に見えるマイノリティで、最大の民族グループがインド人」であることから、この郊外都市が「ブランラデシュ」や「ブラウンタウン」というニックネームで呼ばれていることを紹介した。また、「白人の人口は2001年の192,400人から2011年には169,230人に減少し、現在は約151,000人にとどまっている」と報告されている。

#### バンクーバー
2014年、『バンクーバー・サン』紙は、メトロポリタンバンクーバーを横断するホワイト・フライトの問題に取り上げた。記事では「無意識の隔離」という現象について、バーナビー、イースト・バンクーバー、リッチモンド、サウス・バンクーバー、サリーといったグレーター・バンクーバー内の東アジアや南アジアの大きな飛び地を指摘している。対照的に、ツワッセン、サウス・サリー、ホワイト・ロック、ラングレーといった都市圏内の他の都市や近隣地域にも、同様に大きな白人の飛び地がある。

### アメリカ合衆国
1940年代のアメリカでは、1956年の連邦高速道路法、G.I.法案による低コストの住宅ローン、そして住宅地再編成によって、白人家族は郊外に住むことを好んで都心を捨て、少数民族が同じことをするのを防ぐことができた。その結果、都市の衰退が深刻化し、1960年代には「ゲットー」が崩壊した。1950年の米国国勢調査で利用可能な国のデータが得られる以前は、都市から郊外へ移住する白人の数が不均衡であるという移住パターンは、単なる逸話として簡単に否定されていた。アメリカの都市人口はまだ大幅に増加していたため、ある人種や民族の構成要素が相対的に減少しても、政策立案者が満足するような科学的証明はできなかったのである。本質的に、都市の人口変化に関するデータは、現在よく知られている「構成要素」に分離されていなかったのである。「ホワイト・フライト」を証明できる可能性のある最初のデータセットは、1950年の国勢調査だった。しかし、米国国勢調査局による旧式の集計機を使ったこのデータの最初の処理では、統計的証明として承認されたレベルを達成することはできなかった。ホワイト・フライトの現実を科学的に立証したのは、スクリプス財団のドナルド・J・ボーグとシカゴ大学のエマーソン・セイムが主導した、UNIVAC Iによる同じ生データの厳密な再処理であった。
アメリカの都市人口はまだ大幅に増加していたため、ある人種や民族の構成要素が相対的に減少しても、政策立案者が満足するような科学的証明はできなかったのである。要するに、都市人口の変化に関するデータは、今で は馴染み深い「構成要素」に分離されていなかったのである。ホワイト・フライト」を証明できる可能性のある最初のデータセットは、1950年の国勢調査であった。しかし、米国国勢調査局による旧式の集計機を使ったこのデータの最初の処理では、統計的証明として承認されたレベルを達成することはできなかった。ホワイト・フライトの現実を科学的に立証したのは、スクリプス財団のドナルド・J・ボーグとシカゴ大学のエマーソン・セイムが主導した、UNIVAC Iによる同じ生データの厳密な再処理であった。
ホワイト・フライトの現実を、政策立案者が行動を起こすことを検討するために必要と思われる高い証拠のハードルを超えて配置したのは、単に強力な計算手段ではなかった。また、エマーソン・セイムが開発した新しい統計的手法も、富裕な課税基盤の離脱に対して多くの都市が併合で対応した結果生じた、欺瞞に満ちた逆効果を解明するのに役立った。言い換えれば、中心都市が郊外に新たに人口を呼び戻し、その結果、都心部から流出した家族が都心部から流出したとはみなされなくなっていたのである。
20世紀後半、産業再編により大幅な失業が発生し、かつては中流階級だった労働者層が貧困に苦しみ、引っ越して他の場所に職を求めることができない人もいた。経済侵食の地域では不動産価格が下落することが多く、低所得者がそのような地域に家を建てることができる。1960年代に移民法が改正されて以来、米国はメキシコ、中南米、アジア、アフリカからの移民を受け入れてきた。移民は都市と郊外の両方の人口統計を変化させ、米国は郊外がより多様になることで、米国は大部分が郊外型国家となった。さらに、米国で最も急速に成長しているマイノリティ・グループであるラテン系住民は従来の入国都市から離れ、フェニックスやツーソンなどの南西部の都市に移住し始めた。2006年には、ラテン系住民の増加により、一部の西部の都市では白人が少数派になった。

#### 原因

##### 法定の締め出し
1930年代には、（人種隔離が合法であった）南部以外の州では、所有権証書における排除条項や、不動産近隣のレッドライニング、つまり不動産の所有権や融資慣行における明示的で法的に認可された人種差別によって、非公式な隔離が行われていた。黒人は、たとえ余裕があったとしても、住宅所有権を追求することを事実上禁じられていた。郊外への拡大は中流階級や労働者階級の白人のためのものであり、戦争遂行によって発生した賃金の上昇と、連邦住宅局によって創設されたような、新しい住宅を購入するために白人だけが利用できる連邦政府保証の住宅ローン（VA、FHA、HOLC）によって促進された。

##### 道路
第二次世界大戦後、州間高速道路システムの建設に助けられて、多くのアメリカ白人が工業都市を離れ、郊外に新し い住宅を構えるようになった。道路は郊外居住者を都会の仕事場まで運ぶ役割を果たし、郊外の開発を促進し、税源を都市から移すことになった。このことが都市の衰退を悪化させた可能性がある。米国南部などの一部のケースでは、地方自治体は高速道路の建設を使用して、黒人の近隣地域を意図的に分割し、商品やサービスから、多くの場合は産業回廊内で隔離した。アラバマ州バーミンガムでは、1926年に制定された人種区画法によって市が定めた人種的居住境界を永続させるために、地方自治体が高速道路システムを利用した。大多数を占める黒人居住区に州間高速道路を建設することは、最終的に破壊された地域社会から経済的に離れることのできない最も貧しい人々の割合にまで人口を減少させた。

##### ブロックバスティング
「ブロックバスティング（潰し）」の不動産ビジネス慣行は、ホワイト・フライトの営利目的のきっかけであり、非白人の移動を制御する手段だった。不動産業者は、自分で家を購入するか、白人の代理人の購入者を介して、黒人が白人の近所の家を購入し、それを黒人の家族に転売することを容易にします。 残りの白人住民（不動産業者と地元のニュースメディアによって警戒されている）は、切り下げられた住宅資産を恐れて、通常は途方に暮れてすぐに売れるでしょう。不動産業者は策略をめぐらし、黒人が白人居住区に家を買うように仕向ける。自分たちで家を買うか、白人の代理購入者を介して家を買い、黒人の家族に再販売するのだ。残された白人住民は（不動産業者や地元のニュースメディアに警戒され）、住宅地の評価が下がることを恐れ、すぐに売却し、通常は損をすることになる。そのような戦術によって、近隣住民の人種構成はしばしば数年で完全に変化した。

##### 都心の荒廃との関連

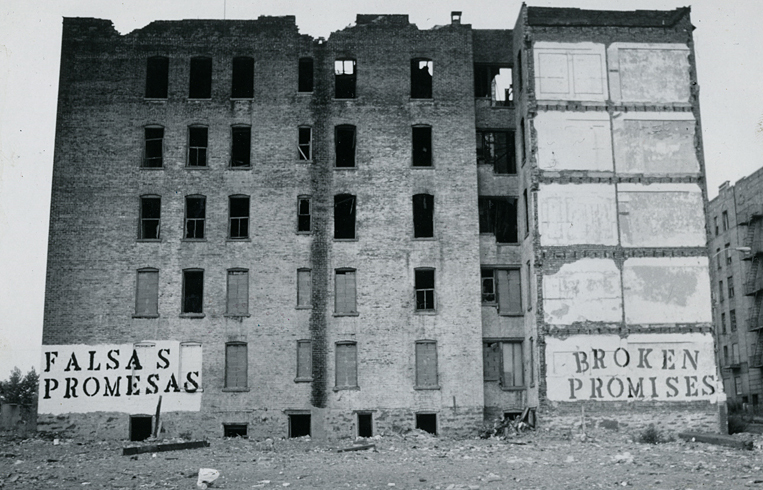
米国の都市崩壊：ニューヨーク市のサウスブロンクスは、1970年代と1980年代に連邦政府と地方政府が都市を放棄したことの模範だった。 スペイン語の記号は「FALSASPROMESAS」、英語の記号は「BROKENPROMISES」である。

アーバンディケイ（都市の衰退）は、都市または都市の一部が荒廃と衰退に陥る社会学的プロセスのことである。その特徴は、過疎化、経済再編、廃墟となった建物、高い地元の失業率（したがって貧困）、家族の分団化、政治的公民権剥奪、犯罪、そして荒涼とした、人を寄せ付けない都市景観などである。ホワイト・フライトは、中産階級の人々が都市から去っていくことで、都市の税基盤を疲弊させる一因となった。放棄された不動産は犯罪者やストリート・ギャングを引き付け、犯罪の一因となった。
1970年代と1980年代には、都市の衰退は、特に北アメリカとヨーロッパの一部で、欧米の都市に関連していた。当時、世界経済、交通、政府の政策における大きな構造変化は、都市の衰退をもたらす経済的、そして社会的条件を生み出しまし、都市の衰退を招いた。
北米でのホワイト・フライトは1990年代に逆転し始め、裕福な郊外の人々が都市に戻り、衰退した都市部の住宅地を高級化した。

##### 政府支援のホワイト・フライト
廃墟と化した都市の管轄区域外には、都市インフラを維持するためのレガシー・コストを回避するために新しい自治体が設立された。代わりに、新しい政府は郊外のインフラを確立するために税金を費やした。連邦政府は、維持資本の抵当を差し控えたり融資を差し止めることによって、ホワイト・フライトと非ホワイトシティ地区の早期崩壊に貢献しました。その結果、地域社会は中流階級の住民を維持することも誘致することも困難になった。
新しい郊外のコミュニティは、制限的なゾーニングによって、都市からの貧しい人々と白人以外の居住者の移住を制限した。したがって、郊外に家を買う余裕のある中産階級の人々はほとんどいませんでした。白人だけの郊外の多くは、最終的に住民が去った都市に併合された。例えば、ウィスコンシン州ミルウォーキー市は、グランビルなどの町を部分的に編入した。当時の市長フランク・P・ザイドラーは、第二次世界大戦後の10年間に編入された新しい自治体が社会的に破壊的な「鉄の環」を形成していることに苦言を呈した。 同様に、オーククリーク、サウスミルウォーキー、フランクリンなどの半農村コミュニティは、都市の併合から逃れるために個別の自治体として正式に組み込まれた。ウィスコンシン州法は、法定法人設立基準に従って個別法人設立の資格がなかったそのような地方および郊外地域のミルウォーキーの編入を認めていた。

##### 学校の人種差別撤廃
一部の地域では、第二次世界大戦後の公立学校の人種差別撤廃がホワイト・フライトのきっかけとなった。1954年、米国最高裁判所のブラウン対教育委員会事件は、1896年のプレッシー対ファーガソン事件で確立された「分離すれども平等」という法的人種差別の事実上の廃止を命じた。公立学校の人種差別は違憲であると宣言したのである。多くの南部の管轄区域は、政策に対して大きな抵抗をおこなった。場合によっては、白人の親が子供を公立学校から退学させ、代わりに私立の宗教学校を設立したケースもあった。これらの学校は分離アカデミーと呼ばれ、1950年代後半から1970年代半ばにかけてアメリカ南部に誕生し、親は子供たちが人種混合の学校に入学するのを防ぐことを可能にした。
1957年にメリーランド州ボルチモアで人種差別撤廃が行われたとき、クリフトン・パーク中学校には2,023人の白人学生と34人の黒人学生がいたが、10年後には12人の白人学生と2,037人の黒人学生になっていた。ボルチモア北西部にあるギャリソン中学校の生徒数は、2,504人の白人と12人の黒人から、297人の白人と1,263人の黒人に変わった。同時に、重工業が再編されたために産業の仕事が失われたため、市の労働者階級の人口は減少した。
1971年のスワン対シャーロット・メクレンバーグ教育委員会事件において、最高裁判所は、生徒数の統合を図るため、貧しい黒人生徒を郊外の白人学校に、郊外の白人生徒を市内にバスで通わせる人種差別撤廃を命じた。1974年のミリケン対ブラッドリー事件では、異議を唱えるウィリアム・ダグラス判事が「デトロイトの内核は今やかなりしっかりと黒くなっている。そして、多くの場合、黒人は貧しい可能性が高い」と述べた。同様に、1977年のペニック対コロンバス教育委員会の連邦判決は、オハイオ州コロンバスからのホワイト・フライトを加速させた。学校の人種差別撤廃は公立学区のみに影響を与えたが、人種差別撤廃に最も激しく反対したのは、私立学校に通う子供を持つ白人であったこともある。
人種差別撤廃とバス通学がもたらした地理的ではない二次的な結果は、「文化的な」ホワイト・アウト、つまり、白人の子供たちを人種が多様な公立学校システムから撤退させ、米国連邦統合法の影響を受けない私立学校に送ったのであった。1970年、カリフォルニア中央地区連邦地方裁判所がパサディナ統一学区の人種差別撤廃を命じたとき、白人学生の割合（54％）は、学区の白人の割合（53％）を反映していた。連邦政府が命じた学校の人種差別撤廃が始まると、私立学校に通う余裕のある白人は、人種的に多様なパサデナ公立学校制度から子供たちを引き離した。2004年までに、パサデナには63の私立学校があり、学童の約33％を教育していたが、白人の学生は公立学校の人口の16％しか占めていなかった。パサディナ統一学区の教育長は、白人にとって公立学校は「厄介者のようなもの」だと評していた。そして彼は、白人の親を人種的に多様なパサデナ公立学区に引き付けるための政策を実施した。

## オセアニア

### オーストラリア
シドニーでは、1991年から1996年の間に、フェアフィールドとカンタベリーではオーストラリア生まれの少数民族（白人および非白人）が3％パーセントポイント、オーバーンでは6％ポイント、ストラスフィールドでは3％ポイント減少した。1991年から1996年の間に、オーストラリア生まれの男性人口と外国生まれの男性人口がともに増加したのは、シドニーの中でも急成長を遂げた地域のひとつであるリバプールだけである。しかし、海外生まれの増加率はオーストラリア生まれの増加率をはるかに上回っており、そのためリバプールの人口シェアは43.5％から1996年には49％に急増している。南西部郊外からのオーストラリア生まれの移住者は、北西部のペンリス、北東部のゴスフォードとワイロングに移転した。
ニューサウスウェールズ州中学校長協議会とウェスタン・シドニー大学によると、その州の公立学校は、アボリジニや中東系の生徒が多く在籍する私立校やカトリック校へのホワイト・フライトが起きている。
2018年、ニューサウスウェールズ労働党のルーク・フォーリー野党党首はフェアフィールドでホワイト・フライトについて語り、イラクやシリア難民が郊外の英豪人に取って代わっていると発言したが、後に謝罪した。

### ニュージーランド

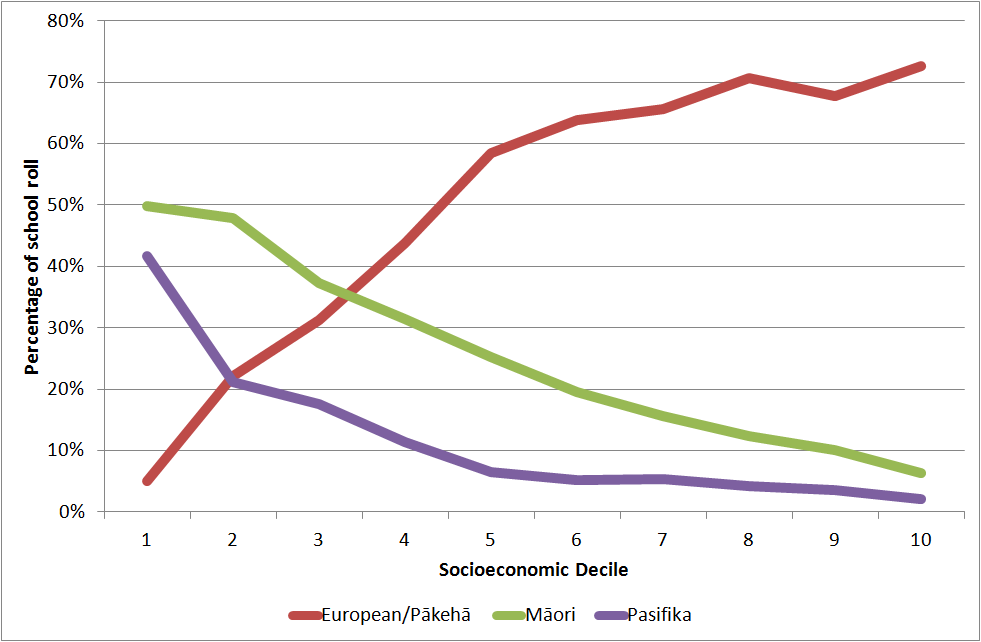
2011年に特定の民族グループが占めていたニュージーランドのロールパンの割合。社会経済的十分位数で分類されている。ホワイト・フライトは、低位の学校ではヨーロッパの生徒の数が不釣り合いに少なく、マオリとパシフィカの生徒の数が多いことから明らかだが、高位の学校ではその逆が当てはまる。

ホワイト・フライトは、ニュージーランドの社会経済的に低い偏差値の学校で観察されている。教育省のデータによると、2000年には6万人のニュージーランド人学生が低階層校（最も貧しい地域にある）に通っていたが、2010年にはその半分にまで減少している。同じデータでは、高位の学校（ 最も裕福な地域にあります）ニュージーランドのヨーロッパの学生の対応する増加がありました。教育省は人口動態の変化が背景にあると主張しているが、教員や校長会は、マオリ族や太平洋諸島民が大多数を占める低階層校の人種的・階級的偏見がホワイト・フライトの原因であるとしている。
具体的な事例としては、ロトルア市郊外にあるサンセット中学校がホワイト・フライトの影響を大きく受け、1980年代初頭には生徒数が700人から70人にまで減少した。70人の生徒のうち、1人を除いて全員がマオリ族である。この地域には、貧困層や低スキルの人々が集中しており、家庭も苦しく、シングルマザーも多い。家庭の社会問題と関連して、生徒の教育成績は標準的な読解力テストで低い。